# Lithoplocamia dolichosclera
Lithoplocamia dolichosclera är en svampdjursart som beskrevs av Claude Lévi 1983. Lithoplocamia dolichosclera ingår i släktet Lithoplocamia och familjen Raspailiidae.
Artens utbredningsområde är havet kring Nya Kaledonien. Inga underarter finns listade i Catalogue of Life.